# Mir (Bielorussia)
Mir (in bielorusso Мір; in russo Мир) è un comune della Bielorussia, situato nella regione di Hrodna.